# Beutel-Stäubling
Der Beutel- oder Groß-Stäubling (Lycoperdon excipuliforme, Syn. Calvatia excipuliformis, Calvatia saccata, Handkea excipuliformis) ist eine Pilzart aus der Familie der Champignonverwandten. Trivialnamen mit dem Wortbestandteil „-bovist“ sind falsch, denn Boviste besitzen keine Fruchtkörper mit sterilem Stielbereich.
Der jung essbare Pilz reichert in seinen Fruchtkörpern Metalle an und kann in der Ernährung einen bedeutenden Beitrag zur Versorgung mit Eisen, Zink und Magnesium leisten. Dafür dringen die recht kleinen, durch Luftbewegungen leicht umherfliegenden Sporen beim Einatmen zu den Lungenbläschen vor und haben allergenes Potenzial.

## Merkmale

### Makroskopische Merkmale
Die Fruchtkörper haben eine variable Erscheinung.
Sie haben meist einen stößel-, seltener birnenförmigen Habitus und variieren in der Breite zwischen 4 und 10 Zentimetern und in der Höhe zwischen 7 und 12 (bis 15) Zentimetern. Sie bestehen aus einem langen, kräftigen und sterilen Stiel und einem rundlichen, fertilen Kopfteil. Dabei macht der schwammig gefüllte Stiel die Hälfte bis zu drei Viertel der Höhe aus. Das Kopfteil beinhaltet die Fruchtmasse. Sie ist bei unreifen Fruchtkörpern weiß und pappig, dann gelb- bis olivgrün und breiig, schließlich zerfällt sie zu oliv- bis purpurbraunem Sporenpulver. Die Außenhaut (Exoperidie) ist anfangs grau-weißlich, dann creme- bis ockerfarben und dicht mit feinen, leicht ablösbaren Wärzchen besetzt. Sie bleibt lange hell, trocknet schließlich ein, wird hellbraun, pergamentartig und reißt bei Reife des Fruchtkörpers auf. Junge, weißfleischige Exemplare schmecken mild. Während das reife Kopfteil in unregelmäßige Stücke zerfällt, überdauert das pergamentartige, braune und an einen Zigarrenstumpen erinnernde Stielteil den Winter.

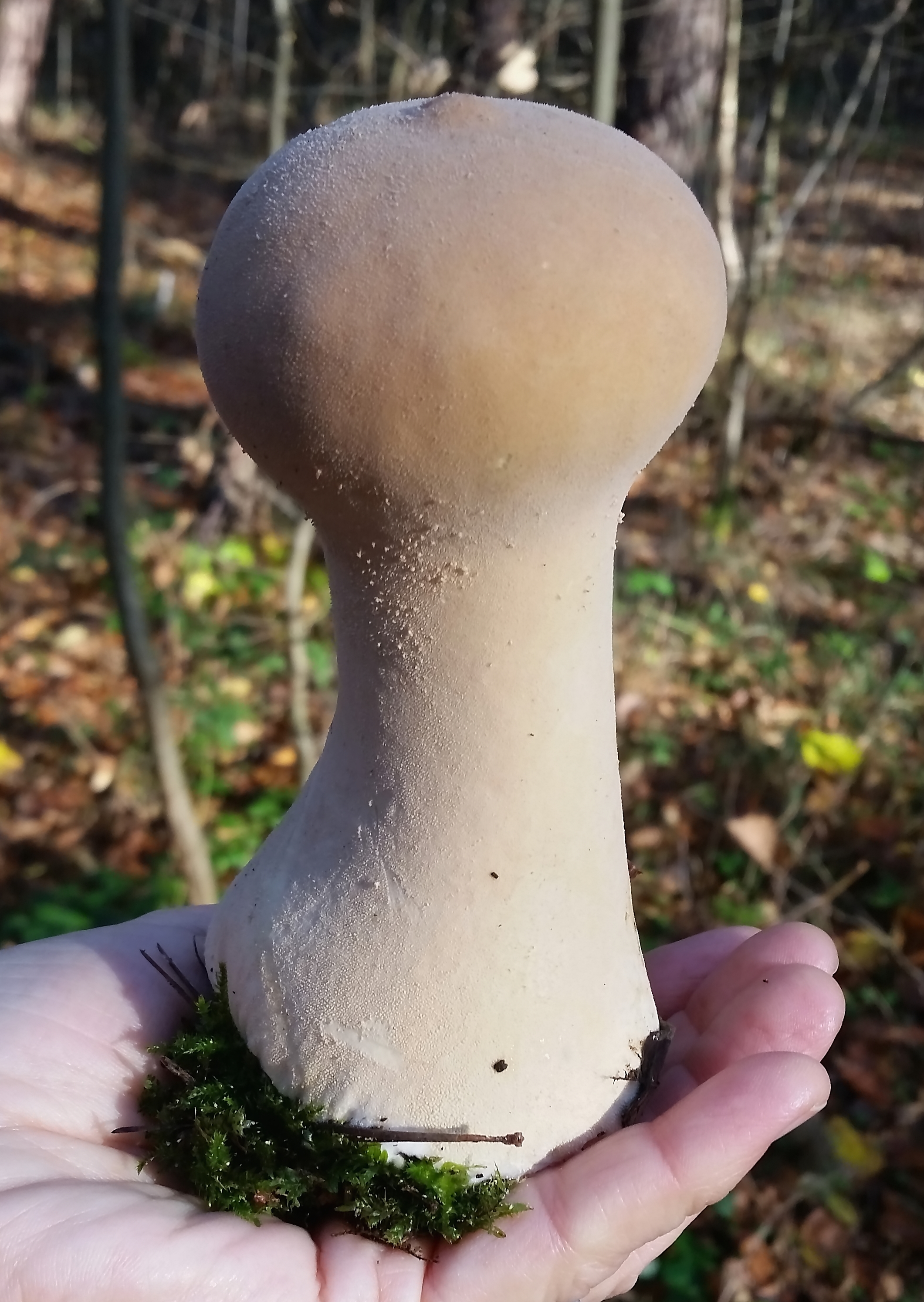
Großer, fast reifer Fruchtkörper.
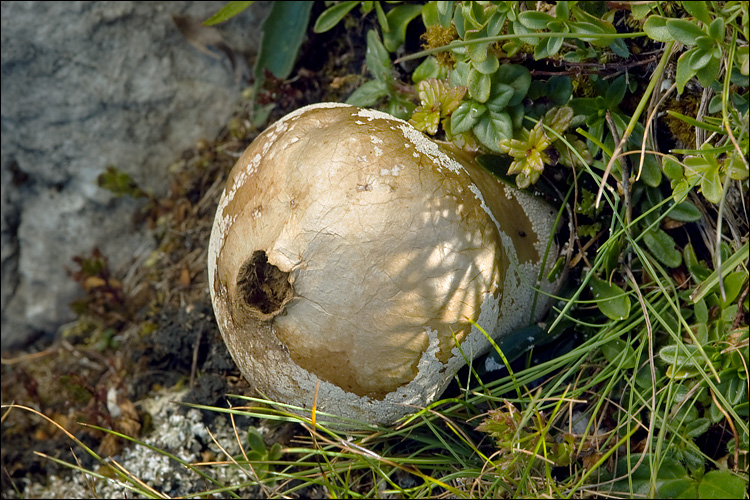
Reifer Fruchtkörper
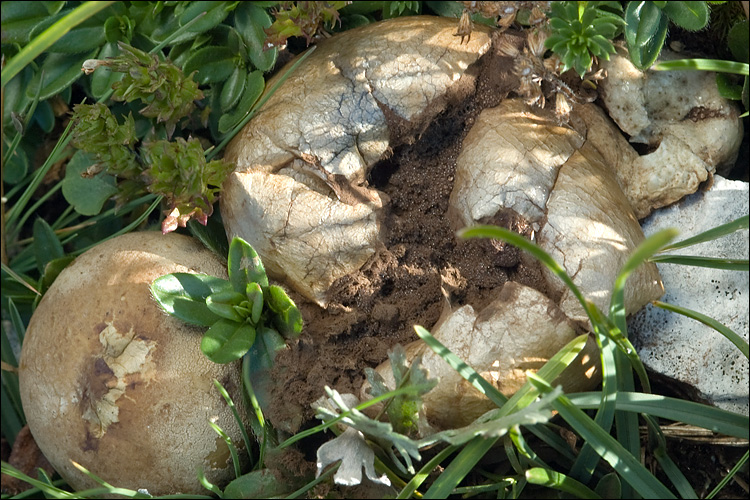
Zerfallender Fruchtkörper
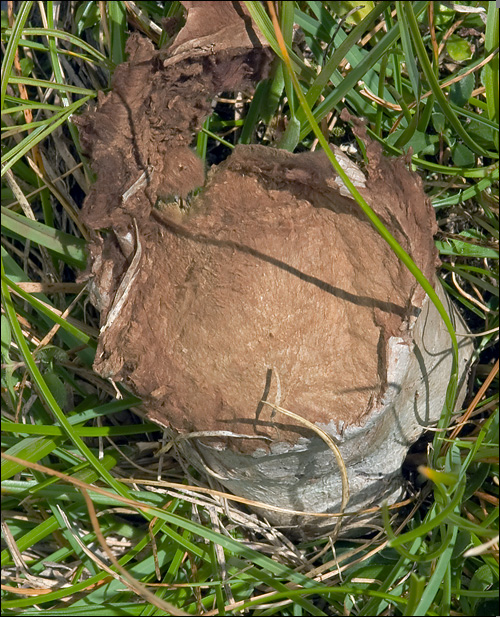
Stielüberrest

### Mikroskopische Merkmale

Lycoperdon excipuliforme, Sporen, etwa 1000fach vergrößert

Die kugeligen, (oliv-)braunen Sporen messen 4–6 Mikrometer besitzen eine warzige Oberfläche und eine gerade bis leicht gebogene, bis 2,5 Mikrometer lange Pedizelle. Die Sporen wachsen zu viert an den Basidienzellen. Zystiden sind keine vorhanden.

## Artabgrenzung
Die Art gilt als leicht bestimmbar. Für Verwechslungen kommen eventuell der Hasen-Stäubling (Lycoperdon utriformis) und der Flaschen-Stäubling (L. perlatum) in Betracht. Der Hasen-Stäubling ist kaum gestielt und verfärbt sich früher.

## Ökologie, Phänologie und Verbreitung
Der Beutel-Stäubling ist ein bodenbewohnender Saprobiont. Er wächst in Wäldern (bevorzugt Laubwald) sowie auf Rasen- und Wiesenflächen.
Die Art fruktifiziert von Juli bis November.
Er ist in ganz Europa weit verbreitet und recht häufig zu finden.

## Bedeutung
Junge Pilze sind essbar, solange das Fleisch noch weiß ist. Er wird oft in Scheiben geschnitten und paniert, ansonsten wie Bratkartoffeln zubereitet.

## Taxonomie
Er wird aufgrund neuer publizierter phylogenetischer Untersuchungen in die Gattung der Stäublinge (Lycoperdon) eingeordnet.
Durch die variable Erscheinung der Fruchtkörper hat sich eine lange Liste synonymer (wissenschaftlicher) Namen ergeben.
Die offizielle Erstbeschreibung geht auf Giovanni Antonio Scopoli zurück, der die Art im zweiten Band der 1772 erschienenen zweiten Auflage seines Werkes Flora Carniolica beschrieben hat.